# Оливейра, Мануэл де
Мануэ́л Ка́ндиду Пи́нту де Оливе́йра (порт. Manoel Cândido Pinto de Oliveira [mɐnuˈɛɫ doliˈvɐjɾɐ]; 11 декабря 1908, Порту, Порту — 2 апреля 2015, Порту) — португальский кинорежиссёр и сценарист.

## Биография
Мануэл де Оливейра — выходец из состоятельной аристократической семьи. Дебютировал в кинематографе в 1928 году как актёр массовки в немой ленте «Чудотворная Фатима». Режиссёрский путь также начал с немого кино, поставив  в 1931 году при финансовой помощи отца документальный короткометражный фильм «Работы на реке Дору». Первое десятилетие своей карьеры работал как режиссёр-документалист. Первый игровой фильм снял в 1942 году — картина «Аники-бобо»» рассказывала о повседневной жизни детей Порту.
Поставил несколько фильмов по произведениям Агуштины Беса-Луиш. Часто работал с одной группой актёров на нескольких фильмах, с конца 1980-х годов ядро этой группы составляли Леонор Силвейра, Луиш Мигел Синтра, Диогу Дориа, снимавшиеся практически во всех картинах мастера.
Мануэл де Оливейра умер 2 апреля 2015 года в возрасте 106 лет.
На 68-м Каннском кинофестивале (2015) в программе Cannes Classics был показан фильм «Визит, или Воспоминания и признания», который Оливейра снял в 1982 году (по завещанию режиссёра, первый сеанс этой автобиографической ленты должен состояться после его смерти).

## Режиссёрские работы
- 1931 — Работы на реке Дору / Douro, Faina Fluvial (документальный)
- 1932 — Статуи Лиссабона / Estátuas de Lisboa (документальный)
- 1937 — Os Últimos Temporais: Cheias do Tejo (документальный)
- 1938 — Já se Fabricam Automóveis em Portugal (документальный)
- 1938 — Miramar, Praia das Rosas (документальный)
- 1941 — Фамаликан / Famalicão (документальный)
- 1942 — Аники-бобо / Aniki-Bobó
- 1956 — Художник и город / O Pintor e a Cidade (документальный)
- 1958 — O Coração (документальный)
- 1959 — O Pão (документальный)
- 1963 — Весеннее действо / Acto da Primavera
- 1963 — Охота / A Caça
- 1964 — Villa Verdinho: Uma Aldeia Transmontana (документальный)
- 1965 — Картины моего брата Жулио / As Pinturas do Meu Irmão Júlio (документальный)
- 1972 — O Passado e o Presente
- 1974 — Бенильда, или Богоматерь / Benilde ou a Virgem Mãe (по пьесе Жозе Режиу)
- 1979 — Amor de Perdição
- 1981 — Франсиска / Francisca
- 1982 — Визит, или Воспоминания и признания / Visita ou Memórias e Confissões
- 1983 — Культурный Лиссабон / Lisboa Cultural (документальный)
- 1983 — Nice — à propos de Jean Vigo (документальный)
- 1985 — Атласный башмачок / Le Soulier de Satin
- 1987 — Мой случай / Mon Cas
- 1988 — Каннибалы / Os Canibais
- 1990 — Нет, или Тщетная слава командования / Non, ou a Vâ Glória de Mandar
- 1991 — Божественная комедия / A Divina Comédia (с использованием текстов Достоевского, Ницше, Жозе Режиу)
- 1992 — День отчаяния / O Dia do Desespero
- 1993 — Долина Авраама / Vale Abraão
- 1994 — Коробка / A Caixa
- 1995 — Монастырь / O Convento
- 1996 — Вечеринка / Party
- 1997 — Путешествие к началу мира / Viagem ao Princípio do Mundo
- 1998 — Беспокойство (фильм) / Inquietude
- 1999 — Письмо / A Carta
- 2000 — Слово и утопия / Palavra e Utopia
- 2001 — Я иду домой / Je Rentre à La Maison
- 2001 — Порту моего детства / Porto da Minha Infância
- 2002 — Принцип неопределённости (фильм) / O Princípio da Incerteza
- 2003 — Разговорный фильм / Um Filme Falado
- 2004 — Пятая империя / O Quinto Império — Ontem Como Hoje
- 2005 — Волшебное зеркало / Espelho Mágico
- 2006 — Всё ещё красавица / Belle Toujours
- 2007 — Христофор Колумб — загадка / Cristovão Colombo — O Enigma
- 2007 — У каждого своё кино / Chacun son cinéma — эпизод «Единственная встреча»
- 2009 — Причуды одной блондинки / Singularidades de uma rapariga loura
- 2010 — Странный случай Анжелики / O Estranho Caso de Angelica
- 2012 — Жебу и тень / Gebo et l’ombre
- 2015 — Визит, или Воспоминания и признания / Visita ou Memorias e Confissoes

## Актёрские работы
- 1928 — Fátima Milagrosa, режиссёр Рино Лупо
- 1933 — Песня Лиссабона / A Canção de Lisboa, режиссёр Коттинелли Телмо
- 1980 — Conversa Acabada, режиссёр Жуан Ботелью
- 1994 — Лиссабонская история, режиссёр Вим Вендерс

## Признание и награды
Награждён 34 премиями, неоднократный лауреат Каннского и Венецианского кинофестивалей.